# Волковија (Маврово и Ростуша)
Волковија (мкд. Волковија) је насељено место у Северној Македонији, у северозападном делу државе. Волковија припада општини Маврово и Ростуша.

## Географски положај
Насеље Волковија је смештено у северозападном делу Северне Македоније. Од најближег већег града, Гостивара, насеље је удаљено 35 km западно.
Село Волковија се налази у горњем делу високопланинске области Река. Насеље је положено високо, на северним висовима планине планине Бистре. Северно од насеља тло се стрмо спушта у клисуру реке Радике. Надморска висина насеља је приближно 1.110 метара.
Клима у насељу је оштра планинска.

## Историја
До почетка 20. века Волковија је било цела албанска, али је половина мештана била православне вероисповести. Тада је већина православних мештана била верници Српске православне цркве.

## Становништво
По попису становништва из 2002. године Волковија је имала 89 становника.
Претежно становништво у насељу су Албанци (90%), а у мањини су етнички Македонци (10%). 
Већинска вероисповест у насељу је ислам, а мањинска православље.

## Знаменитости
У селу се налази црква Светог Димитрија. 